# Hydropsyche arinale
Hydropsyche arinale är en nattsländeart som beskrevs av Ross 1938. Hydropsyche arinale ingår i släktet Hydropsyche och familjen ryssjenattsländor. Inga underarter finns listade i Catalogue of Life.